# گیردنی
گیردنی (به لاتین: Girdəni) یک منطقه مسکونی است که در شهرستان لنکران در جمهوری آذربایجان واقع شده است. گیردنی ۵۰۱۴ نفر جمعیت دارد.

## ریشه واژه
گیرد یا گرد در زبان تالشی به‌معنی گرد آمدن و جمع شدن و نی به‌معنی محل است و معنای کلی آن به‌صورت محل جمع شدن و روستای دارای خانه‌های پراکنده است.